# さくまあきら
さくま あきら（1952年7月29日 - ）は、東京都杉並区出身のゲームライター・作家。血液型はA型。本名は佐久間 晃（読み同じ）。

## 人物
東京都立武蔵丘高等学校から1年浪人。立教大学経済学部、劇画村塾出身。小池一夫曰く「自分の一番弟子」。自身が中学生のときから強い影響を受けたという作曲家のすぎやまこういちにあやかって、ペンネームを平仮名にする。
漫画評論家を廃業した後は、漫画雑誌『週刊少年ジャンプ』の読者投稿コーナー『ジャンプ放送局』の構成を1982年から1995年にわたり担当したほか、コンピュータゲーム「桃太郎シリーズ」（『桃太郎伝説』シリーズ、『桃太郎電鉄』シリーズなど）や『忍者らホイ!』などにゲーム監督・監修などとして制作に携わる。
コンピュータゲーム『ドラゴンクエスト』シリーズの生みの親として知られる堀井雄二とは学生時代からの友人である。
既婚者。妻と娘が1人、孫は4人（2022年現在）。音楽ユニット「藤岡藤巻」の藤岡孝章は従兄。
2011年7月6日付で文化人タレントとしてビー・ブレーブと業務提携契約を締結、その後同契約を解消しフリーランスに戻る。

## 略歴

### 生い立ち
実家は玩具店。3歳の時に母親を亡くしたため、実の母の顔を全く覚えていない。その後父親の再婚で継母と暮らすようになるも、反りが合わず、よく自分や姉に対し嫌味な発言をされたという。子供時分から思春期に至るまで良い思い出はなく、たびたび家出をすることで自我を主張していたという。成人したのちに親戚に「よく不良にならなかった」と感慨深く言われたという（そのような経緯もあり、現在の自分の家族（特に養娘や孫）に対しては血縁関係の有無を越えた家族として接している）。
幼少の頃から漫画に親しんでいたこともあり、同級生よりも漢字を覚えるのが早く、優等生と呼ばれていた。しかし、バンドや漫画にはまったことから成績が下降。高校時代には数学で0点を記録し、物理部の部員でありながら物理で赤点を取り話題になった。それでも成績の良いクラスメートの勉強法を真似して持ちなおし、一浪の末に立教大学へ進学。
立教大学では「漫画研究会」に所属し、その繋がりで早稲田大学の堀井雄二や土居孝幸と出会い、卒業後再会して仕事を共にする事となる。

### 大学卒業後
一年の留年を経て大学を卒業した後、ライターとなった。
25歳の頃、「一期生には大物が出る」との理由で、当時開講したばかりの劇画村塾へ入塾。編集コースに参加したがあまり身が入らず、漫画原作などを執筆していた。
『月刊OUT』の『私立さくま学園』や週刊少年ジャンプの『ジャンプ放送局』といった読者投稿コーナーに携わる一方、漫画評論家としても活動していた。その活動は単行本『だからマンガ大好き!』（1982年）『まんが雑学ゼミナール まんがを100万馬力で読む方法』（1983年）にまとめられている。また、夏目房之介の『粋なトラブル』（1984年）など漫画の単行本に解説文を寄稿することもあった。
後に堀井雄二らとともに出版会社「花伝社」を設立し、新人漫画家を育成する雑誌『マンガハウス』を発行するが、億単位の赤字を出し2年で終了する。

### ゲーム業界へ
ある時、さくまと堀井が土居孝幸の家を訪れて話をする機会があった。その中で「（『ドラゴンクエスト』のラストボスの）竜王を倒すのが桃太郎っぽいよね」「ゲームの村も金太郎の村、浦島の村としたらわかりやすいよね」などと話が弾み、堀井から「ゲームは儲かるよ。出版社をしていたときの多額の借金も返せるよ。」との話を聞く。当時堀井が制作していた『ドラゴンクエストIII そして伝説へ…』の当初の発売予定が1987年12月だったことから、さくまは、それより前に発売すればそこそこ遊んで貰えるかもという思惑を抱き、ゲーム制作を志すことになる。
身内のスタッフを「蟹を食べよう」という口実で誘うため、当時札幌市に本社があったハドソンを制作元に選んだ。ゲームのシナリオは原稿用紙4000枚分に及び、かつてさくまの会社に勤めていたショッカーO野が手書きの原稿をワープロで打ち直した。3か月の制作期間を経て1987年10月26日にファミリーコンピュータ用ゲームソフト『桃太郎伝説』が発売。もしも売れなければ『ジャンプ放送局』の中でギャグにするつもりだった、とさくまは語っていたが、思いがけず100万本以上のヒットを記録したため、以降シリーズ化される事となる。制作の際には、堀井がテストプレイに参加していた。

### 体調不良の闘病生活
その後、ゲーム開発や連載などで多忙を極める。一時期は『ジャンプ放送局』などの傍らでゲームを4本同時に制作していた。1995年には病院で血圧を測ったところ数値が200を越え看護師に驚愕された。そうした中、眼精疲労や頚椎椎間板ヘルニア等により体調を崩し、1982年より続けてきた『ジャンプ放送局』を1995年12月に終了する。
その後、イラスト投稿雑誌『チョコバナナ』の編集長を務めていたが、ある時トイレで突然倒れ病院へ運ばれる。診察の結果、脳内出血と診断され、さらに糖尿病を併発していたことも分かり、そのまま入院することになる。後にさくまは「それまでも周囲に血圧を測れと言われていたらしいが、全く聞く耳を持たなかった」「食事療法（1日1,600キロカロリー）をしたら、それだけで1か月で5kgやせた。昔なら確実に1日3,500キロカロリー食べていた」と振り返っている。
退院後、1年半以上に及ぶリハビリ生活の傍ら、ゲーム制作や『チョコバナナ』の編集、アニメ雑誌『Magazine MEGU』の読者コーナー「☆比喩魔（ほしひゆま）」の編集などを続ける。その様は周囲から「とても病人の仕事のペースじゃない。そもそも病人は仕事しない。」と言われた。その一方で、業界内では重体説や再起不能説が囁かれていたという。ただ、それ以降も三度の食事は基本的に外食で、自宅で食事する際もテイクアウトの弁当などで済ませていることが多く、栄養の偏りや糖分・塩分の過剰摂取について主治医から度々注意を受けている。

### 2000年代以降
2003年、現代版劇画村塾「小池一夫塾」の開塾にあたって「ゲームクリエイターコース」講師を務める。
後輩のいしぜきひでゆきの誘いもあり、2010年4月に大阪電気通信大学の客員教授となる。
2011年に発生した東日本大震災などを契機に『桃太郎電鉄』シリーズの開発を中断。2012年1月初旬、再び脳内出血で倒れ一時入院、自宅でのリハビリ生活に入った。
2015年には、ハドソンを吸収合併したコナミと決別。2016年、任天堂からのオファーに応じ、ハドソン時代からコナミ時代を通して初の外部から発売となる『桃太郎電鉄2017 たちあがれ日本!!』をリリースした。2017年8月には、取材で携わっていた岩手県三陸鉄道にふるさと納税を通じて2000万円を寄付した。
2019年1月1日、亜急性心筋梗塞のため救急搬送される。『桃太郎電鉄』シリーズはコナミと和解し、制作総監督として『桃太郎電鉄 〜昭和 平成 令和も定番!〜』を2020年11月19日にリリース。
2021年3月12日、第24回文化庁メディア芸術祭の功労賞を受賞した。
2022年5月25日、誤嚥性肺炎のため入院したことを妻がTwitterで報告した。容体は安定しており、受け答えもできるという。6月4日に退院したものの、12月3日に誤嚥を起こし、東京慈恵会医科大学附属病院に再入院、同月11日に退院した。
2024年8月22日、CEDEC AWARDS 2024特別賞を受賞した。
2025年8月15日、サービス付き高齢者向け住宅に入居したことを報告した。近年は立位の維持や自立歩行が難しく、室内の移動も車椅子を利用しており、トイレや入浴の利用も一人では困難になったため介護付きの施設への入居を決めたという。今後も仕事は続けていくと表明しており、また、体調と相談しながら今までのように外出もするという。

## 逸話

### ゲーム関連
- さくまは『桃伝』の時点でゲーム制作をやめるつもりだったが、ラジオ番組「オールナイトニッポン」の企画で『忍者らホイ!』を制作するから監修してくれと頼まれて制作にかかわることになった。その『忍者らホイ!』は様々な問題の影響で完成までに何年もかかってしまい「向こうが出来上がらないので暇だった」時に模造紙でゲームの構想を練り、それが後の『桃太郎電鉄』につながったという[3]。
- 若い頃から旅行・食べ歩きが趣味であった。『桃鉄』シリーズ制作後は取材も兼ねている。さくまの日記（ブログ）ではほぼ毎日三食を外食であったことが記されている。体調を崩して以来、外食の他に自宅での食事回数が増えていることをX（旧Twitter）に記している。
- 1997年発売のゲームソフト『怪物パラ☆ダイス』にて、所属デザイナーのAKIMAN（あきまん）、西尾仁志、岡本吉起にイラストを提供してもらうなど、カプコンとの「妖しい関係」（さくま談）が出来ていた。その経緯について、『チョコバナナ』10巻にて「この関係を話すと『チョコバナナ』の創刊号に載ったBENGUS（玉壊屋）くんの話や、『月刊OUT』のファンだったAKIMANくんの話や、私が昔おだてられて歌手になってしまったときのレコードをいまだに持っている西村キヌさんの話までしないといけなくなってしまう」と語られたのみである。
- 1997年、初代『桃伝』から数えてゲーム制作10周年を迎えた。記念として制作された『怪物パラ☆ダイス』には、友人の堀井雄二らがゲーム内に登場するモンスターのデザインを担当した。また、さくまとこれまで関わった先輩・後輩・弟子ら総勢50人の「お祝いメッセージ」が収録され、裏技で見ることが出来る。
- ニンテンドーDSで発売された『桃太郎電鉄DS TOKYO&JAPAN』は携帯アプリ版の『TOKYO』『JAPAN』を基本にして制作したため、過去のシリーズから省かれる要素が多かった。さくまはそれに対して意に介さない発言をした。
- Xbox 360で発売された『桃太郎電鉄16 GOLD』には、Xbox Liveによるオンライン対戦モードが搭載されていない。その理由についてさくまは、日記で「自分にオンラインに関する知識が全く無いため。勉強するつもりも無い。」という趣旨の発言をした。次作の『桃太郎電鉄20周年』からはハドソンスタッフの尽力もあってオンライン対戦対応が実現した。
- 以上のように自身に興味のないところははぐらかしたり、意に介さないこともあるが、基本的には厳しい作り手として有名である。『新桃太郎伝説』制作時において、若手スタッフ4人が考え出した、原稿用紙にして20枚を超えるゲーム中のメッセージを最初にさくまに見せたとき、「ダ〜メだ!」の一言で総ボツにし、村人ただ一人のメッセージすら採用しなかったという。理由は「読み手のことを全く考えていない」ため（『新桃太郎伝説 究極本』（KKベストセラーズ）より）。
- さくまはハドソンによる度重なる怠慢・不手際に悩まされており、自身の日記で度々批判をしている。
例として、
  - イベントやキャンペーンの交通費、宿泊費はハドソンの負担ではなく、全て自腹[19]。
  - 2009年頃、ある会社が仕事の話をハドソンに持ちかけてくるも、さくま本人に伝えずに無断で断る[20]。
  - 『進ぬ!電波少年』のT部長がさくまに会いたくてハドソンに連絡したのに勝手に断る[20]。

など。

さくまは「開発スタッフとは本当にいい関係で仕事が出来ているのに、他の部署の仕事の仕方は東京電力にそっくり」と批判している。
- さくまによると、『桃太郎伝説』シリーズの続編を何年も作っていない理由は、「スタッフが次々に天狗になっていくのが嫌になって、作りたくなくなっちゃったから」だという。「ハドソンのゲームは制作開始から1年で発売しないといけない決まりがあるため、スタッフにダンジョン構図や村のデザインを頼むと、『これでいいんです』と意見を聞かなくなったり、ひどいのになると、『私がここを作らなければゲームは発売できない!』とふんぞり返っちゃったりと、出来上がっていない作品でも平気で発売してしまう」とさくまは当時のスタッフの態度を批判している[21]。
- 2015年6月2日、自身のTwitterにて「『桃太郎電鉄』シリーズの終了」を宣言し、コナミ社員を名指しで批判した[22] 。これに関してはシリーズ新作発表後の2019年9月8日、その後コナミ側において新たな担当が就任した事で制作が順調に進んだことを同ツイートに自ら返信する形で明らかにしている[23]。ツイート内で言及されている通り、桝田省治の尽力もあったことでシリーズ再開の運びとなったという[24]。その後も、コナミとの関係は良好となっている[25]。

### 出版関連
- 1979年前後に『週刊セブンティーン』で連載されていた武田鉄矢の悩み相談コーナーのライターがさくまだったこともあり、放送開始直後だったドラマ『3年B組金八先生』の特集も雑誌内で何度か任されていた。その時に後のたのきんトリオとなる田原俊彦、近藤真彦、野村義男をクローズアップしていた。その際、ドラマ内で同じく人気のあった鶴見辰吾を事務所が違うという理由で特集から外してしまったことを長らく後悔していたという。
- 『月刊OUT』で担当していた読者コーナーの一つ「私立さくま学園」は書籍化もされた。また、連載1周年の際はさくまの知り合いの著名人がコーナーの形態に基づいたお祝いコメントを寄せたが、さくま本人が1号早く1周年と銘打っていたことが後に発覚した。
- 『マンガハウス』を創刊したきっかけは、手塚治虫が新人漫画家発掘のため発行していた雑誌『COM』が廃刊された時、同様のコンセプトの雑誌を創る事を決意したため。さくまは編集部まで最新号を買いに行くほどCOMを愛読していた。
- 『ジャンプ放送局』初期では、あまり定着しなかったもののロリコンキャラとしていじられていた。単行本2巻と6巻の巻末マンガのいたずら書きの記述で、「近所から五歳以下の女の子が姿を消した」「松本典子のファン。あいかわらずロリコン〜。」と書かれている。また、8巻の「ミスJBSコンテスト」の扉絵はコーナーに参加したばかりの横山智佐に他のメンバーから服がプレゼントされる設定になっているが、横山がイラストで着ている「さくちゃんより」の札がついた服は、幼稚園のスモックだった。
- 『ジャンプ』では、放送局のほかにマンガの描き方を教える企画ページ「ジャンプまんがスクール」「ジャンプまんが原作ゼミナール」の構成を担当。ほとんどの仕事はさくまあきら名義で行っているが、この連載では「森尾一三」のペンネームを用いた[26][27]。
- イラスト投稿雑誌『チョコバナナ』では新人漫画家やイラストレーターの発掘・育成・プロデュースに力を注ぎ、さくまが制作するゲーム内のイラスト担当に雑誌の投稿者を起用することもあった。
- 脳内出血で入院した際、入院1週間で手足が動くようになり、1か月後の時点では病室にハガキを持ち込んでスタッフらと制作を続けていたという。その時の様子は『チョコバナナ』2巻に記されている。最後の方のコーナー「ノンセクション部門」の頃には、さすがに医師に怒られてスタッフが追い出され、さくま抜きでハガキを選考している。のちにさくま曰く「チョコバナナ作っているときが、一番血圧が低く安定していると医師に言われた」との事。ただ、左手だけはなかなか回復せず、「仕事人裏日記」では左手が不自由であることを度々記している。
- かつて漫画評論家をやっていたことがあるが、本人はある時期までその事をすっかり忘れていたという。思い出したのは『チョコバナナ』の編集長を始めて、しばらく経ってから。投稿者の作品にコメントを付けているうち「（自分は）やけに絵に詳しいなと思ったんだ」という。忘れた理由について本人曰く「10年前（1986年）に当時の漫画に失望してやめたから、記憶から消してしまったようだ」との事。『チョコバナナ』で共に作品を選考していた榎本一夫からは「ギャグじゃないの〜! 昔の仕事普通忘れないよ!」と突っ込まれた[28]。また、漫画評論家時代にいしかわじゅんと話をした際、漫画家であるいしかわの方が漫画に詳しくて驚愕したという[29]。実際、さくまと入れ替わるようにいしかわが漫画評論家化していった。また、ジャンプ放送局においては世の中の評論家に怒りをぶつけるコーナー「評論家をぶっ飛ばせ」があった。単行本18巻のコーナー扉のコメントでは、ゲーム評論家の評論への怒りをあらわにしていた。
- アニメ雑誌『ファンロード』の編集長、イニシャルビスケットのKこと浜松克樹とは古くからの親友同士。両者は食通・旅行好きという共通点も持つが、さくまは下戸で国内旅行専門、浜松はワイン好きで海外旅行専門という違いがある。また、2人が担当した雑誌の読者投稿ページを掛け持ちしていた投稿者も多かった。「エレメンタル」の名前で投稿していた漫画家の川添真理子もその一人で、『チョコバナナ』9巻での「FRハンドブック'97（『ファンロード』の増刊号）でチョコバナナ宣伝してきました」との報告に対してさくまは「浜松くんは古い友人なのでごひいきしてね。彼は有能です」とコメントしている。

### その他
- 幼少時から大洋ホエールズ（現・横浜DeNAベイスターズ）のファン[30]。同球団に憧れて野球選手を目指すが、体が小さかったため諦める。また、『月刊OUT』で担当していた読者コーナーには、彼の大洋びいきを揶揄して当時横浜大洋のシンボルカラーは濃紺だったことにかけて「大洋の投手は濃紺（ノーコン）」等といったいじりネタがしばしば見られた。また、このためか桃伝シリーズや桃鉄シリーズではホエールズやベイスターズに関するネタが度々登場する。
- ブラス・ロックバンド「スペクトラム」の事実上ラスト・スタジオ・アルバムとなった『SPECTRUM BRASSBAND CLUB』の企画書は作詞家を目指していた時期のさくまが「綾狩一郎」名義で書いたもの。さくまは事前にコミックバンドだと聞かされたためにギャグ満載の企画書を持ち込んだのだが、後にスペクトラムが日本有数の実力派ブラス・ロックバンドと知って驚いたという。翌年には元スペクトラムリーダー・新田一郎の作曲提供を受けてさくまは歌手デビューをしている（ディスコグラフィーの項を参照）。
- ホンダ・ストリーム（三輪スクーター）に乗っていたことがある。『月刊OUT』の読者投稿ページ『私立さくま学園』内のコーナー「習字のお時間」でホンダ・ストリームを揶揄した作品が投稿された際、「包丁の光が呼んでいる」とコメントした。
- 『こちら葛飾区亀有公園前派出所』第96巻巻末コメントによれば、京都に「隠れ家」と呼ばれるマンションを持っており、そこには司馬遼太郎の文庫本全巻と『こちら葛飾区亀有公園前派出所』全巻のみを置いている、とのこと[31]。2021年、バリアフリー化を理由に3回目となる引っ越しを行ったことを自身のTwitterにて明かしている[32][33][34][35][36]。
- 2009年には神奈川県湯河原町にも家を構える。家を構えた理由についてさくまは「青森のたちねぶた祭りに招待された際、伝統工芸士により制作された8mのキングボンビー立ちねぶた（土居孝幸デザイン）[37]の出来栄えに感激したが、祭りが終われば処分されてしまうと聞き『こんなに素晴らしいのに勿体無い。捨てるならください』とねだったところ、意外とあっさり承諾されたため」と語る。「二つと無いものを貰ったからには大切に維持しようと考えたが、8mもの高さとなるとマンションばかりか、一般の建物に収めるのは難しい。かと言って、倉庫などを借りて保管するのは忍びないし、イヤだ。いつでも観賞できる環境が無いならば、それに合う家を建ててしまおうと言う結論に辿り着いたから。」とのこと。キングボンビー立ちねぶたを家に収める際には、青森から伝統工芸士が足を運んで設置、祭りの時のように電球で点灯出来るようにして貰った。中庭を望むように飾られ、さくまの家族や来客を楽しませていた[3]が、2021年4月に解体された[38]。同年8月、大丸東京店にて、キャラクターデザインが一新された『令和』のデザインの新しいねぶたが展示された[39]。その後、青森・五所川原の立佞武多の館に展示され、中止になった祭りの代替イベントにも登場した[40][41][42]。2022年の五所川原立佞武多では、運行の先頭を務め、さくま本人も参加した[43]。同年9月2日、湯河原の自宅に格納された[44]。
- 青森県と縁があり、“青森通”を自称している。仕事や取材で訪れた際に親しくなった人々を「親戚のよう」と語る。青森県知事の三村申吾とは、五所川原立佞武多に招待されたことや、三村申吾が桃太郎電鉄をプレイしていたことなどから意気投合し、今ではメール友達の仲である[3]。
- 父親がプリンス自動車に勤めていたこともあり、自身も自動車好きである。以前はスカイラインに乗って、深夜の首都高を飛ばしていたこともある。日記にはたびたび各地の自動車博物館の訪問記が登場するほか、現在は日産・シルビア（初代）とポルシェ・911（930型）を湯河原の家に、BMW・イセッタ250を東京の家に観賞用として所有している。
- 『チョコバナナ』1巻および9巻で語ったところによると、「自宅が日野市に近い」「京都の家は壬生寺から3分の所」「新撰組（土方歳三）終焉の地である函館・五稜郭近くに別邸がある」「戊辰戦争のとき、東京・牛込の祖母の家に新撰組隊士が逃げ込んできたらしい」等、新撰組とは不思議な縁があるという。本人は歴史の本を500冊ぐらい持っている歴史好きだが、特に新撰組マニアではないとの事。
- 西武グループの元オーナー堤義明の著書を愛読し、200冊近くを読破している。堤をモデルに『桃太郎電鉄』を作ったとも発言し、本人が本気で桃鉄をプレイする際には「つつみ社長」と名乗ってプレイしている。
- 新幹線好きと言われているが、実際には周囲で鉄道がブームになっていた時に思いつきで「新幹線が好き」と発言しただけで取り立て好きなわけでもなかった。しかし、その事から「○○にはもう乗りましたか?」など新幹線に関する手紙が届くようになり仕方なしに乗っていた時期もあった。
- 高所恐怖症で、飛行機が苦手。原因は小学校入学前に後楽園遊園地のゴンドラに乗るのをケチって、カプセルとカプセルを鉄の串のようなもので繋いでぐるぐる回転する乗り物に見知らぬ人と乗ってしまったから[45]。
  - 高所恐怖症の度合いは、歩道橋を渡るのを嫌ったり、高級ホテルを避けたり（上階で外が見えると症状が出るため）[46]、ビルの5階にあるテラスを怖がったり[47]などかなり重症。
  - 飛行機嫌いの影響で、桃鉄シリーズでは、2004年に『桃太郎電鉄USA』が発売されるまで日本国外を舞台にしたシリーズが制作されなかった。ちなみに『USA』制作時にはゲームクリエイターの柴尾英令を現地に派遣してマップや物件の取材をさせ、自らは取材に行かなかった[48]。2020年5月にヨーロッパ行きを決意したが、当時世界的に流行していた新型コロナウイルスの影響で断念したというように、直前NGになることが多いことも理由とした[49]。なお当時ハドソンの本社は札幌市にあったが、前期の通り飛行機嫌いのため月数回もの頻度で行われていたゲーム関連の仕事では、空路よりも時間と料金をかけて陸路で来北していた。
- 閉所恐怖症でもあり、洋品店の試着室で店員にまち針を10cmくらい刺されたことがトラウマになった原因であると自身の日記で綴られている[50]。
- 自他共に認める「きまぐれ」。土居孝幸曰く「普通きまぐれな人ってすぐ断念するけど、さくまサンの場合思いついた瞬間に行動に出て終わっている場合が多い」そうで、『怪物パラ☆ダイス』の主題歌CDの件もそのひとつだという。本人曰く「一応私なりに計算はしているんだが、採算に合わないことって魅力的なことが多い」。その様は榎本一夫に「いいかげん平成の勝新太郎と呼ばれちゃいますよ〜」と突っ込まれた。
- 鳥山明の漫画『Dr.スランプ』単行本7巻所載の『ぷすぷすはふはふの巻』にさくまをモデルとしたキャラクター「たこやきマクサ」が登場する。同作に数回ある、台詞が一切ないサイレント漫画の回のひとつである。
- さくまはデフォルメのコツを鳥山に教えたこともあるが、その実力はあっという間に抜かされたと語っている。また、『Dr.スランプ』の単行本では「うんちの数を数えろ」などのおまけページや巻末のお便りコーナーを担当していた[51]。
- 2009年10月11日に放送されたクイズ番組『パネルクイズ アタック25』の海外旅行チャレンジVTRクイズで「ある人物」として問題になった（各地のマンホールの蓋の画像を集めるのが趣味と紹介される）。しかし挑戦権を獲得した解答者は「さくまとおる」と解答して正解できず、旅行獲得はならなかった。
- マルチクリエイターの広井王子とは同じ大学出身であることから親交があり、ブログなどでもたびたび取り上げるほどの仲。さくまが業界の先輩にあたることから広井がさくまのことを「先輩」と呼んでいたこともあり、広井のことを立教大学の後輩だと思っていたが、大学の後輩である元月刊OUT編集長の大徳哲雄から、実は同学年であると知らされた。なお、この事を知った広井は「業界に入ったのは、さくまさんのほうが先だから後輩ってことでいいじゃないですか」と答えている[52]。
- 先祖は御典医として熊本城まで通っていたという。
- お洒落には関心が低く、機能性を重視する傾向がある（例として、ズボンは「気に入った物があれば同じものを10本くらい買えば試着しなくていい」という感覚である）[50]。
- ほぼ毎日更新していた『仕事人裏日記』であるが、多忙を理由に不定期更新にすることを2011年10月27日の日記内で表明した[53]。
- サザンオールスターズの関口和之と雑誌の企画で対面し始めは漫画関係者と芸能人という事で緊張していたがすぐに意気投合し、さくまが関口を漫画家のパーテイに連れていくようになり関口も漫画家の人脈が増えるようになった。この一件は関口の著書「突然ですがキリギリス」に書かれている。また、その縁で桃鉄シリーズには「サザンカオールスターズ」なるバンドが登場する。

## 関わった作品
特に記載のないものはディレクション担当
ゲーム
- 桃太郎シリーズ
  - 桃太郎伝説シリーズ
  - 桃太郎電鉄シリーズ
  - 桃太郎活劇
  - 桃太郎電劇
  - 桃太郎電劇2
- 忍者らホイ! 痛快うんがちょこ忍法伝!!
- ジャングルウォーズ
- 牧場物語 - 監修
- ぐーちょDEパーク テーマパークものがたり
- 怪物パラ☆ダイス
- さくま式人生ゲーム
- お仕事式人生ゲーム めざせ職業王 - ゲームデザイン

書籍
- ジャンプ放送局 - 構成
- サンデーまんがカレッジ つくろう!同人誌 - 構成

アニメ
- ゲンジ通信あげだま - 原作者の一人
- ジャングルウォーズ - 監修

## 著書
- だからマンガ大好き! －はじめて書かれた漫画おもしろエピソード（1982年、集英社）
- まんが雑学ゼミナール －まんがを100万馬力で読む方法（1983年、群雄社出版）
- 鳥山明のヘタッピマンガ研究所（1985年、集英社。鳥山明との共著[54][注 1]）
- さくまあきらの正体（1999年、ビーアールサーカス）
- おいしい桃鉄 桃太郎電鉄11 全国グルメ物件ガイド （ワンダーライフスペシャル）（2002年、小学館）

## 出演

### テレビ
- 桃いろ（瀬戸内海放送） - 監修も担当
- ご当地グルメバトル!桃鉄の旅（旅チャンネル）
- サイコロまかせ!桃鉄の旅 旅チャンネル）
- さくまあきらの桃伝&桃鉄大解剖!（MONDO21）
- ゲームセンターCX・第13シリーズ #106 『「ドラクエ」を創った男 堀井雄二スペシャル』（2010年10月7日、フジテレビTWO、フジテレビNEXT）
- ゲームゲノム 第2夜 喜怒哀楽のレール〜桃太郎電鉄〜（2025年8月21日〈予定〉、NHK）[56][57]

### ラジオ
- 島田紳助のおっと危ない!東京ばくだん小僧（1985年10月 - 1986年3月、ニッポン放送） - 「アタック北斗の拳」コーナーレギュラー
- さくまあきらのキャンピコ放送局（1986年、ニッポン放送）
- ABブラザーズのオールナイトニッポン（1987年1月 - 7月、ニッポン放送）
- 圭修のオールナイトニッポン（1987年8月 - 1988年3月、ニッポン放送）
- 有限会社桃太郎商店（1999年4月 - 2000年12月、TBSラジオ）

### 映画
- ゴジラ（1984年） - エキストラ[1]

## 関連人物
- すぎやまこういち
- 堀井雄二
- 土居孝幸
  - 「桃太郎シリーズ」・『ジャンプ放送局』・『忍者らホイ!』などさくまが手掛ける多くの作品の作画・キャラクターデザインを担当。
- 榎本一夫
- 横山智佐
- ショッカーO野
- 木村明浩（バッファロー吾郎）、ロッシー（野性爆弾）
  - さくまのサイトの日記に時々登場する「木村くん」と「ロッシー」とは彼らのことを指す。
- 関口和之（サザンオールスターズ）
  - 『桃太郎伝説』・『桃太郎電鉄』・『忍者らホイ!』で音楽を担当しており、仕事だけにとどまらず個人的な親交もある[58]。さくまは関口が所属するサザンオールスターズのライブにも度々観客として夫人とともに足を運んでいる[59]。
- 宮路一昭
  - 『桃太郎電鉄』・『桃太郎伝説』・『さくま式人生ゲーム』の音楽担当。
- 池毅
  - 『桃太郎電鉄』の作曲担当の一人。
- 川田忠之
  - ハドソン札幌の開発チーム「Team Kawada」のリーダーで、『桃太郎電鉄』プロデューサー・ディレクター。直接プロデュース・ディレクションを手掛けたのは『11』 - 『2017』。
- 水道橋博士（浅草キッド）
- なかむら治彦
- 湯山邦彦 - 高校時代の同期。
- のむらしんぼ - 漫研の後輩
- 桝田省治
- 葡萄亭わいん - 落語家。桃太郎電鉄の大ファンであり、芸名はさくま自身が名付けた。

## ディスコグラフィー
- 燃えよ!フトリッパー（1982年、キングレコード。作詞・歌：さくまあきら、作曲：新田一郎、ジャケット：鳥山明）
『Dr.スランプ』の劇中でラジカセから曲が流れ、登場人物の皿田きのこから「ダサい曲」と言われている。